# سلافكو فوشكوفيتش
سلافكو فوشكوفيتش هو لاعب كرة قدم صربي في مركز الهجوم، ولد في 5 أغسطس 1982 في جمهورية يوغوسلافيا الاشتراكية الاتحادية. لعب مع أرارات يريفان وسبارتاك سوبتيتسا.